# Coupe de Tunisie masculine de basket-ball 2015-2016
 (décembre 2024).
Si vous disposez d'ouvrages ou d'articles de référence ou si vous connaissez des sites web de qualité traitant du thème abordé ici, merci de compléter l'article en donnant les références utiles à sa vérifiabilité et en les liant à la section « Notes et références ».
Navigation
Coupe de Tunisie 2014-2015 Coupe de Tunisie 2016-2017
La coupe de Tunisie 2015-2016 est la 60e édition de la coupe de Tunisie masculine de basket-ball, compétition à élimination directe mettant aux prises des clubs de basket-ball amateurs et professionnels affiliés à la Fédération tunisienne de basket-ball.

## Demi-finales
| Date         | Équipe à domicile            | Équipe à l'extérieur     | Score |
| ------------ | ---------------------------- | ------------------------ | ----- |
| 8 avril 2016 | Union sportive monastirienne | Stade nabeulien          | 80-77 |
| 9 avril 2016 | Étoile sportive du Sahel     | Étoile sportive de Radès | 88-86 |

## Finale[1]
| Date       | Lieu  | Équipe à domicile        | Équipe à l'extérieur         | Score       |
| ---------- | ----- | ------------------------ | ---------------------------- | ----------- |
| 7 mai 2016 | Radès | Étoile sportive du Sahel | Union sportive monastirienne | 74-72 a. p. |

- Points marqués :
  - Étoile sportive du Sahel : Makrem Ben Romdhane (14), Radhouane Slimane (14), Mahdi Sayeh (13), Hamdi Braa (12), Omar Mouhli (11), Pitchou Manga (5), Giovonne Woods (3), Atef Maoua (2)
  - Union sportive monastirienne : Firas Lahyani (19), Saif Aissaoui (13), Efe Odigie (13), Hosni Saied (9), Marouan Laghnej (8), Ahmed Trimech (5), Naim Dhifallah (5)

## Champion
- Étoile sportive du Sahel
  - Président : Ridha Charfeddine
  - Entraîneur : Dimitris Papadopoulos
  - Joueurs : Mahdi Sayeh, Omar Mouhli, Zied Toumi, Hamdi Braa, Radhouane Slimane, Makrem Ben Romdhane, Atef Maoua, Aymen Bouzid, Pitchou Manga, Giovonne Woods, Brahim Naddari, Moez Mestiri